# Шнейдер, Ким
Ким Шне́йдер (англ. Kim Schneider; род. 21 августа 1984, Реджайна) — канадская кёрлингистка.
Играет на позиции четвёртого. Скип своей команды.

## Достижения
- Чемпионат мира по кёрлингу среди женщин: серебро (2011).
- Чемпионат Канады по кёрлингу среди женщин: золото (2011).
- Континентальный Кубок по кёрлингу: серебро (2012)

## Команды
| Сезон   | Четвёртый      | Третий          | Второй             | Первый            | Запасной                     | Турниры                                          |
| ------- | -------------- | --------------- | ------------------ | ----------------- | ---------------------------- | ------------------------------------------------ |
| 2005—06 | Эмбер Холланд  | Ким Шнейдер     | Тэмми Шнейдер      | Хизер Cили        |                              |                                                  |
| 2006—07 | Эмбер Холланд  | Ким Шнейдер     | Тэмми Шнейдер      | Хизер Cили        |                              |                                                  |
| 2007—08 | Эмбер Холланд  | Ким Шнейдер     | Тэмми Шнейдер      | Хизер Cили        |                              |                                                  |
| 2008—09 | Эмбер Холланд  | Ким Шнейдер     | Тэмми Шнейдер      | Хизер Cили        |                              | КК 2009 (5 место)                                |
| 2009—10 | Эмбер Холланд  | Ким Шнейдер     | Тэмми Шнейдер      | Хизер Калинчак    | Джолин Кэмпбелл (ЧК)         | КООК 2009 (4 место) ЧК 2010 (6 место)            |
| 2010—11 | Эмбер Холланд  | Ким Шнейдер     | Тэмми Шнейдер      | Хизер Калинчак    | Джолин Кэмпбелл (ЧК, ЧМ)     | КК 2010 (5 место) · ЧК 2011 · ЧМ 2011            |
| 2011—12 | Эмбер Холланд  | Ким Шнейдер     | Тэмми Шнейдер      | Хизер Калинчак    | Джолин Кэмпбелл (ЧК)         | КК 2011 (5 место) · ККК 2012 · ЧК 2012 (5 место) |
| 2012—13 | Deanna Doig    | Ким Шнейдер     | Colleen Ackerman   | Michelle McIvor   |                              |                                                  |
| 2013—14 | Ким Шнейдер    | Michelle McIvor | Robyn Despins      | Shelby Hubick     |                              |                                                  |
| 2014—15 | Ким Шнейдер    | Тэмми Шнейдер   | Michelle McIvor    | Shelby Hubick     |                              |                                                  |
| 2015—16 | Ким Шнейдер    | Laura Strong    | Natalie Bloomfield | Kristy Johnson    |                              |                                                  |
| 2016—17 | Ким Шнейдер    | Shalon Fleming  | Natalie Bloomfield | Kristy Johnson    | Carla Anaka                  |                                                  |
| 2018    | Шерри Андерсон | Kourtney Fesser | Krista Fesser      | Karlee Korchinski | Ким Шнейдер тренер: Рик Фолк | ЧК 2018 (11 место)                               |

(скипы выделены полужирным шрифтом)

## Частная жизнь
Из семьи кёрлингистов. Её отец Ларри Шнейдер (англ. Larry Schneider) и его братья Джейми (англ. Jamie Schneider), Рик и Майк составляли команду, в числе прочего выигравшую чемпионат провинции Саскачеван (1990), а на чемпионате Канады 1990 занявшую 4-е место. Её сестра Тэмми Шнейдер играла вместе с Ким в команде Эмбер Холланд, а затем в команде Тэмми.